# Ouled Djellal (race ovine)
Pour la ville algérienne portant ce nom, voir Ouled Djellal.
L'Ouled Djellal ou Arabe blanche est la plus importante des races ovines algériennes.

## Historique

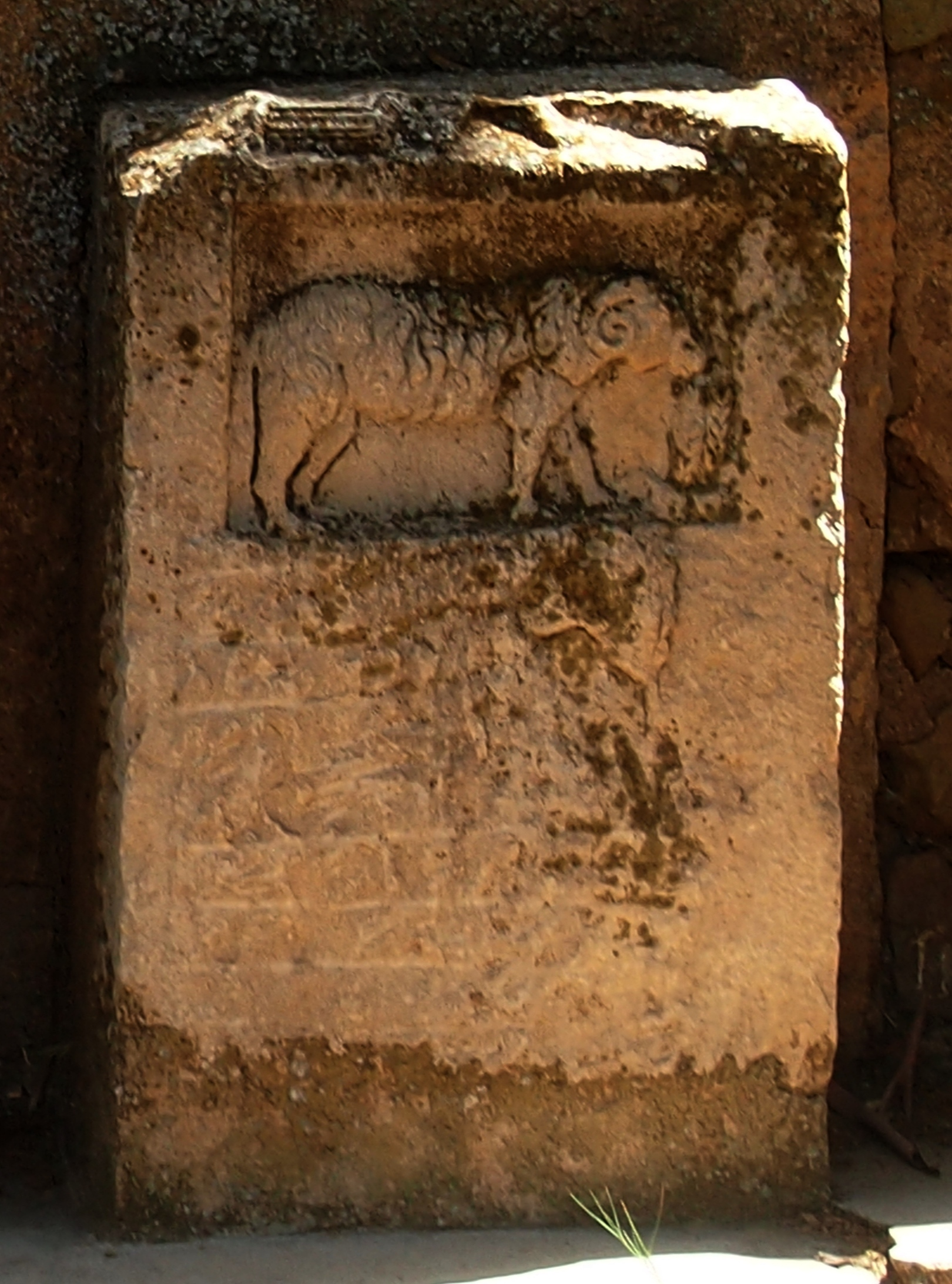
Stèles funéraire à Timgad représente la race Oulad Djellal

Elle est présumée race ovine native de la région avec une endogénéitée de ses caractères phénotypiques spécifique à savoir grande taille et courbure des cornes ainsi que la continuité notable d'utilisation et de peuplement et ce depuis la haute antiquité à l'aune du commerce périméditerranéen en atteste les descriptions de Diodore de Sicile.
L'hypothèse d'introduction par les Banu Hilal venus en Algérie au XIe siècle du Hedjaz (Arabie) en passant par la haute-Égypte sous le califat des Fatimides est rendue peu plausible par le fait que les races ovines du Moyen-Orient et d'Asie sont toutes à queue grasse.
Une seconde hypothèse soutenue par le Dr Trouette plaide pour son introduction en Algérie par les Romains, grands amateurs de laine, au Ve siècle depuis la province de Tarente en Italie où ce type de mouton à queue fine existe encore.
Troisième hypothèse il aurait été introduit en Italie à Tarente par les romains pour sa laine fine 
et résistante et pour sa viande de bonne qualité.
Il est d’ailleurs représenté sur les stèles funéraires des ruines de Timgad (Batna) érigée dès le premier siècle après J.C.

## Répartition
Le centre (m'sila,djelfa) et l’Est Algérien, vaste zone allant de L’Oued Touil (Laghouat/Ksar Chellala) à la frontière tunisienne.

## Caractéristiques physiques
C’est une race entièrement blanche, à laine et à queue fines, à la taille haute, aux pattes longues, puissantes, aptes à la marche. Elle craint cependant les grands froids.
- Couleur : Blanche sur l’ensemble du corps. La couleur paille claire existe cependant chez quelques moutons (brebis safra).
- Laine : Couvre tout le corps jusqu’aux genoux et aux jarrets pour les variétés du Hodna et de Ksar Chellala, le ventre et le dessous du cou sont fréquemment nus.
- Cornes : Moyennes spiralées, absentes chez la brebis, sauf exceptions.
- Forme : Bien proportionnée, taille élevée, la hauteur est égale à la longueur.
- Oreilles : Tombantes, moyennes, placées en haut de la tête.
- Queue : Fine, de longueur moyenne.

### Mensurations du corps
- Longueur (en mètre)
  - Béliers = 0,84
  - Brebis = 0,67
- Profondeur (poitrine en mètre)
  - Béliers = 0,40
  - Brebis = 0,35

### Variétés
La race présente trois variétés :
- Ouled Djellal (16% de la population).
- Ouled Nail (70% de la population), appelé aussi Hodnia. son poids corporel est plus élevé.
- Chellala (5 à 10% de la population), appelé aussi Taadmit. plus petite, elle a été sélectionnée pour sa laine.

## Avenir de la race
La race Ouled Djellal est la plus répandue en Algérie. Elle est une race résistante aux zones arides. Elle supporte la marche sur de longues distances et utilise très bien les différents pâturages des hauts plateaux de la steppe et des parcours sahariens. Son effectif est supérieur à celui de toutes les autres races, sur lesquelles elle gagne constamment du terrain. C’est une excellente race à viande. Ses sujets se développent rapidement (croissance rapide des agneaux : 200 grammes par jour en moyenne, l’agneau peut peser 40 kg à 4 mois en bonne année). Cette race peut être croisée pour la production de viande avec la race à viande d’île de France pour la production d’agneaux industriels.